# لعلالطة (أولاد خيرة)
لعلالطة هو دُوَّار يقع بجماعة واركي، إقليم قلعة السراغنة، جهة مراكش آسفي في المملكة المغربية. ينتمي الدوّار لمشيخة أولاد خيرة التي تضم 18 دوار. يقدر عدد سكانه بـ 269 نسمة حسب الإحصاء الرسمي للسكان والسكنى لسنة 2004.

## روابط خارجية
- البوابة الوطنية للجماعات الترابية نسخة محفوظة 12 مارس 2018 على موقع واي باك مشين.
- المندوبية السامية للتخطيط